# Testeros

Corte esquemático de un taller de testeros en una capa vertical

La explotación por testeros es el método tradicional de laboreo de las capas de carbón con pendiente superior a 35° en España. Es un método con arranque mediante martillo picador que se caracteriza por la disposición del frente del taller en escalones o gradas inversas, a modo de escalera invertida.

## Características
Los testeros es un método de explotación de capas de carbón inclinadas y verticales, con arranque manual mediante martillo picador (neumático), sostenimiento artificial con madera y relleno del post-taller. Dentro del taller, el transporte del carbón se realiza por gravedad, auxiliado por chapas metálicas sobre el muro, cuando la inclinación es pequeña.

### Frente de arranque
En un taller por testeros el frente de arranque se dispone de manera escalonada invertida, en el plano de la capa. Los testeros es un método de explotación en dirección, es decir, el frente avanza en la dirección de la capa de carbón. Cada escalón se compone del macizo de carbón limitado lateralmente por el testero (también denominado serie) e inferiormente por la niveladura. En su disposición más común, el testero es un plano vertical paralelo a la línea de máxima pendiente de la capa y la niveladura es, normalmente, perpendicular al testero.
Con esta configuración, la serie superior del taller es la más retrasada (según el sentido de avance de la explotación). Cada serie se encuentra más avanzada que la inmediatamente superior, en una distancia que depende de varios factores: potencia de la capa, inclinación,... La serie inferior, conocida como sobreguía, se encuentra más avanzada que el resto. En consecuencia, el método de testeros se clasifica como de tajo oblicuo.
Generalmente el frente se sitúa entre dos guías, la de cabeza, en la parte superior, y la de pie, en la inferior. En el caso de que el frente de taller abarce de todo el espacio entre las dos guías, se dice que el taller se lleva de rasgado. Excepcionalmente no se utilizan guías, sino galerías en estéril paralelas a la capa, a la que se accede mediante contraataques, labores inclinadas excavadas en los hastiales de la capa. Este puede ser el caso en que ya se haya explotado la capa por encima de la galería de cabeza y la recuperación de la guía no sea posible.
Por detrás del frente se sitúa el relleno, cuyo frente se sitúa paralelo a las esquinas formadas por el testero y la niveladura de cada serie. El relleno es basculado desde la guía de cabeza y está formado por estériles de la explotación, procedentes de lavadero y, en menor medida, por los escombros de los cortes de avance de galerías. El relleno descansa según su ángulo natural de reposo, en torno a 45°. Esto obliga a que la longitud de la niveladura sea igual a la longitud de la serie. Si se necesita que el ángulo sea mayor (niveladura más corta que la serie) es necesario recurrir a tablones que retengan el relleno.

## Entibación
El sostenimiento inmediato del hueco producido por el deshulle de la capa se realiza mediante piezas de madera, fundamentalmente pino y eucalipto. Principalmente la entibación se realiza con mampostas, piezas cilíndricas que se colocan perpendicularmente a los estratos. La parte superior de la mamposta se apoya sobre una pieza de madera que se denomina bastidor. Este es una pieza de madera de eucalipto, de forma semicilindríca, de 2,5 m de longitud, mayoritariamente. La parte plana del bastidor se apoya sobre el muro (estrato inmediatamente superior de la capa de carbón) mientras que la parte cilíndrica es la que está en contacto con la mamposta. Para ello, la cabeza de la mamposta ha de ser labrada con la forma del bastidor, en una talla que se conoce como boca de lobo. Cada bastidor está contacto con tres mampostas alineadas y paralelas al testero, en un conjunto básico que se denomina jugada. Además cada bastidor se apoya en el bastidor de la jugada inferior, en la disposición que se conocen como "encadenar jugadas". El espacio comprendido entre dos hileras consecutivas de jugadas se denomina calle y tiene una anchura en torno a 1 m.
La parte inferior de las mampostas también se labra, aunque existen dos posibilidades mayoritarias. En el caso de que la resistencia del muro (estrato inferior de la capa de carbón) sea suficiente, las mampostas se apoyan directamente sobre él. Para ello su extremo se afila en punta, que es colocada en un hueco creado en el muro, que se denomina balsa. En este caso, la entibación así realizada se conoce posteo de balsa.
En caso contrario, cuando el muro no es suficientemente competente las mampostas se colocan sobre otro bastidor, en lo que se conoce como posteo de chulana. El pie de las mampostas se corta en forma de bisel, que queda encajado en una muesca realizada en el bastidor. En este caso la jugada se compone de 2 bastidores y 3 mampostas.
Los testeros tienen una longitud que es un número entero de veces la longitud del bastidor. Así, para bastidores de 2,5 m, se tienen longitudes de serie de 2,5 m, 5 m, 7,5 m y 10 m.
Los bordes del taller son zonas de concentración de tensiones de compresión. Además de las zonas de las galerías de base y cabeza, las zonas más críticas son las uniones de los testeros con las niveladuras. Así, las niveladuras necesitan un sostenimiento adicional. A la concentración de tensiones se suma la presencia de grisú y de agua que pueden provocar derrabes.

### Frenos
La necesidad de reforzar el sostenimiento en las niveladuras se resuelve, generalmente, mediante la colocación de frenos. Los frenos son mampostas colocadas sujetando la niveladura. En el caso más favorable —capas de poca pendiente— se colocan como frenos las mampostas superiores. Fuera de este caso, los frenos consisten en mampostas adicionales colocadas dentro de la jugada superior de la serie o en medio de una calle. Esta última posibilidad se conoce como freno intermedio y la mamposta se coloca en el centro de la calle que se va a deshullar, antes de empezar a picar. Proporciona mayor protección al picador y se coloca mediante dos balsas en techo y muro.
La mamposta de freno se conoce como acotado o a vitola cuando se labran sus extremos en bisel para encajar en las entallas o vitolas de los bastidores. Se denomina como de doble oreja cuando freno y bastidores se unen mediante entalladuras en ambos, similares a las utilizadas en los cuadros de galería de madera.

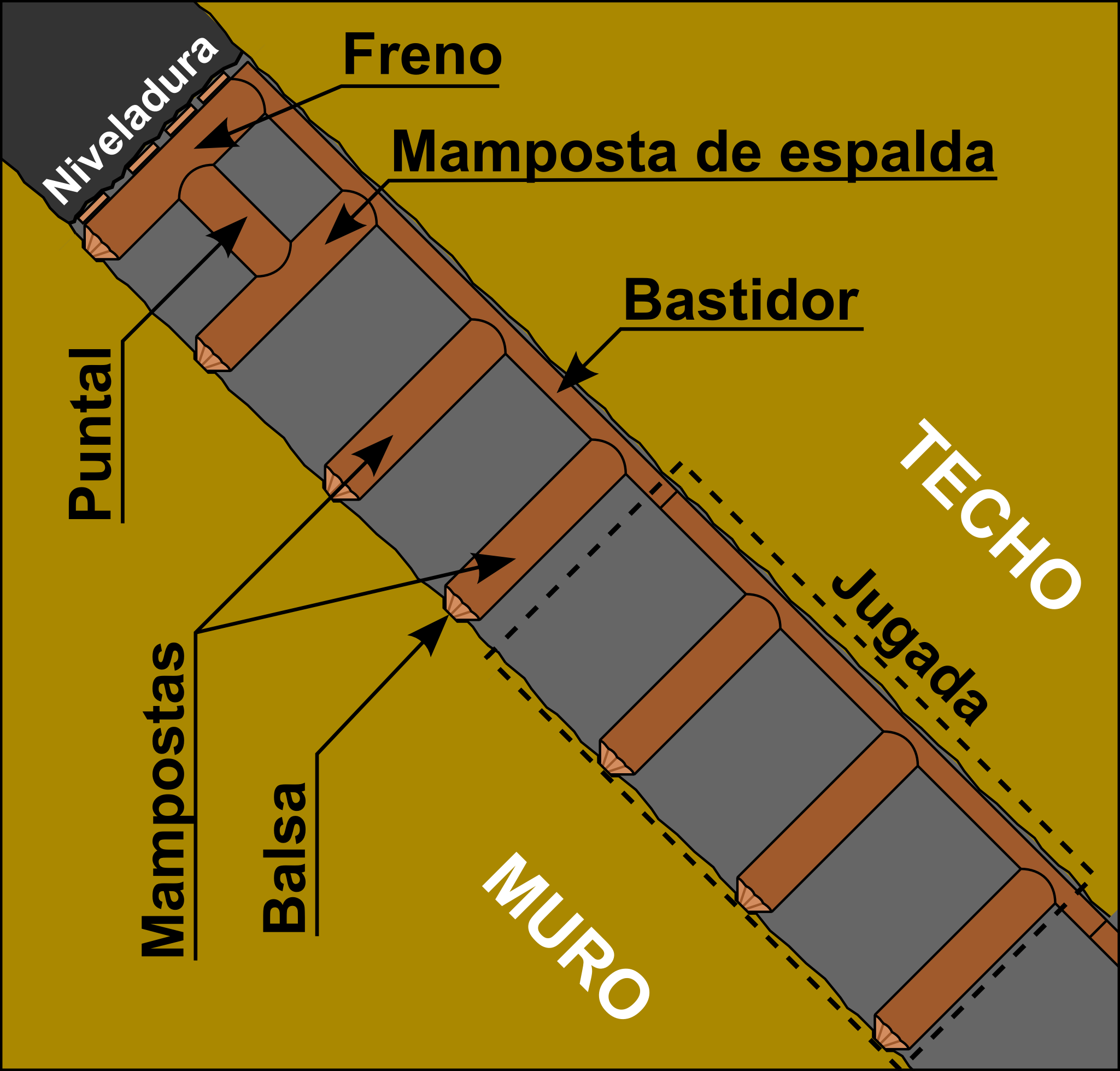
Dos jugadas posteadas de balsa con freno de espalda

A medida que las condiciones son más desfavorables —pendientes elevadas, potencias anchas, velocidades de avance pequeñas— es necesario reforzar los frenos, bien sea los de la jugada o los intermedios. El más sencillo es la utilización de un puntal entre el freno de la jugada y la mamposta inferior, la de espalda. Para mayores exigencias se utilizan las tornapuntas o tijeras. Consisten en dos piezas cilíndricas cuya cabezas se unen para formar un ángulo en el freno y sus pies se apoyan en los hastiales o la mamposta de espalda.
Una versión de las tornapuntas es la longarina o caballete: una pieza de madera cilíndrica se sitúa paralela a la niveladura por debajo de tres frenos consecutivos. La longarina se sujeta mediante tijeras a techo y muro. Cuando la capa es ancha, la longarina es doble.

### Entibación auxiliar
Además de las jugadas y los frenos, la entibación requiere de elementos de entibación auxiliar, con dos objetivos:
- ajustar la entibación principal a los hastiales y las niveladuras, adaptándose a las irregularidades.
- proteger los vanos entre jugadas y entre frenos, para así evitar las caídas de costeros en las calles y los derrabes de carbón de las niveladuras.

Como entibación auxiliar se utilizan piquetes, tablas, rachas, cuñas y forros, todos ellos de madera.

## Arranque
El arranque del carbón se realiza en el testero mediante la utilización de martillos picadores neumáticos, principalmente. En caso de carbones muy duros puede ser necesario recurrir a la utilización de explosivos para fisurar el macizo y facilitar el arranque con el martillo. Existen dos modalidades de arranque, de salón y derrabando, que se corresponden con los sentidos descendente y ascendente, respectivamente. Picando de salón se empieza por abrir hueco en la parte superior del testero aumentando la niveladura hasta la profundidad correspondiente a la anchura de calle. Una vez abierto hueco, se continúa picando hacia abajo hasta alcanzar la niveladura. Por el contrario, si se pica derrabando, se comienza por la niveladura, arrancando la parte inferior del testero y se continúa en dirección ascendente. En cualquiera de los casos, se debería postear (colocar el sostenimiento) tras picar un tajo completo (el correspondiente a una jugada). Desde el punto de vista de la seguridad frente a los derrabes, es preferible picar de salón, pero tiene el inconveniente que es más difícil encadenar las jugadas.

## Transporte
Dentro del taller, el carbón desciende por gravedad. El carbón recién picado cae por las calles, a la espalda del picador de la serie inferior, hasta alcanzar el relleno. A partir de ahí desciende sobre el relleno hasta la parte baja del taller. Allí es almacenado hasta que se descarga, a través de la bocarrampa, en vagones o un medio de transporte continuo.

## Ventilación
La ventilación de los talleres de testeros de carbón se realiza en sentido ascendente, por prescripción legal. Para ello es necesario mantener la comunicación entre el taller y las guías de cabeza y de pie y evitar el paso del aire a través del relleno.